# Низами (опера)
«Низами» — историческая опера, написанная в 1939 году композитором Афрасиябом Бадалбейли и повествующая о жизни поэта Низами Гянджеви. Музыка и либретто оперы написаны Афрасиябом Бадалбейли по сюжету и мотивам романа Мамеда Саида Ордубади «Меч и перо». Премьера оперы состоялась 12 декабря 1948 года в Азербайджанском государственном театре оперы и балета.
Опера состоит из 5 актов и 6 картин. Многоактность оперы, многочисленность участников и массовых сцен с хором, роскошные сцены во дворце чем-то напоминают жанр европейской оперы. В произведении Низами Гянджеви, которого волнует судьба города, и близкие ему по духу люди борются с теми, кто преследует собственные интересы и полон жажды власти. Поэт представлен как благородный человек, любящий свой народ и родной город.
Афрасияб Бадалбейли уделил в опере много места хоровым сценам, роль этого направления выведена на первый план. Опера «Низами» стала одним из произведений, способствовавших развитию оперного искусства в Азербайджане. Работа оценивается специалистами как положительный опыт с точки зрения расширения тематического и жанрового диапазона и новизны содержания в этом направлении в Азербайджане.

## История